# Callie Torres
Calliope Iphegenia "Callie" Torres fue un personaje ficticio de la serie de televisión Grey's Anatomy de la cadena ABC. El papel es interpretado por la actriz Sara Ramírez.

## Historia
Callie es cirujana ortopédica en el hospital Seattle Grace Hospital. Creció en Florida del Sur. Su familia es millonaria, pero ella trata de ocultarlo y no hacer alarde de su dinero. Se muda a Seattle y se hace mejor amiga del cirujano plástico Mark Sloan (con quien se acuesta y tiene una hija) y de la cirujana neonatal, Addison Montgomery.  
Se enamora y se casa en Las Vegas con el interno George O’Malley, pero se separó después de que él le hubiera sido infiel con Izzie Stevens. Más tarde comenzó a sentirse atraída por las mujeres, saliendo con la Jefa de Cirugía Cardiotorácica, Erica Hahn, pero la relación no funcionó y Erica la abandonó después de una pelea. 
Un par de meses después conoció a la cirujana pediátrica Arizona Robbins, y comenzaron a salir, pero tuvieron algunos problemas separándose y volviéndose a juntar más tarde. En la séptima temporada, Arizona se va a África dejando sola a Torres y, unos meses después, vuelve y se entera de que Callie está embarazada de Mark Sloan. 
De todas formas, a pesar del incidente, ella decide seguir como pareja de Callie. En la misma temporada, ambas tienen un accidente automovilístico mientras iban de viaje de fin de semana, durante el viaje Arizona le pidió matrimonio a Callie. Por culpa del accidente, la hija de Callie, Sofía tuvo que nacer prematura y, al principio, eso asustó mucho a sus tres padres (Callie, Mark y Arizona).  Tras recuperarse del parto, Callie y Arizona se casan.
En la octava temporada, se ve que su relación se vuelve cada vez más cálida. Callie a menudo reconforta a Arizona cada vez que siente inseguridad sobre su nueva vida junto a su cónyuge, y la hija que ellas compartían con Mark Sloan.
En la novena temporada, Callie y Arizona lidian con las consecuencias del accidente de avión, y tratan de salir adelante tras de la muerte de Mark y la amputación de una de las piernas de Arizona. Al final de temporada, Arizona le es infiel a Callie, esta se entera, lo cual empeora su relación. Tiempo después se reconcilian, además de ir a terapia de pareja. 
La psicóloga les dice que no pueden interactuar entre ellas durante 30 días. Al finalizar este periodo de tiempo, Callie decidió finalizar de nuevo la relación. Tiempo después comienza una nueva relación con Penelope Blake, con quien decide mudarse a Nueva York; al finalizar la temporada 12, Callie abandona el programa.
Según comentó la escritora (Shonda Rhimes) en una entrevista con ABC, el destino de Callie Torres era retomar su vida con Arizona Robbins y su hija Sofía después de varios años. A mediados de la temporada 13, Callie sufriría un accidente poniendo en peligro la vida de Sofía, tras varias cirugías, Arizona y Alex Karev lograrían la recuperación total de Sofía, pero a Callie le costaría más trabajo (física y emocionalmente) dejándola vulnerable e internada por varias semanas bajo el cuidado de Penny, por lo que en ese tiempo Callie recapitularía su vida, dándose cuenta de su verdadera situación emocional.  
Al ser dada de alta, busca a Arizona desesperada para darle las gracias, pero al encontrarse en una sala de descanso decide tener un conmovedor reencuentro con su exesposa, así finalmente lograría darse cuenta de que nunca amó a Penny con la misma intensidad con la que llegó a amar a Arizona, dando a entender que siempre ha sido el amor de su vida. Finalmente, después de varios capítulos, Callie regresaría con Arizona, retomando su relación y enfrentando así a los nuevos rumores que estos generarían en el hospital. 
Shonda Rhimes añadió que ya estaba escrita la historia de esta vieja pareja desde el momento de su separación, con la intención de solo darle un respiro a los personajes y volviéndolos a juntar para comienzos de una nueva temporada.  
Desafortunadamente después de recibir nuevos proyectos, Sara Ramírez abandona el programa (con la posibilidad de un regreso a futuro) dándole así un giro diferente a la historia de este romance; Así, Callie abandona Seattle dejando atrás el Grey Sloan Memorial Hospital. 

### Segunda temporada
Callie fue presentada en la serie cuando el interno George O’Malley se dislocó el hombro tras caer por las escaleras. Ella le reconoció como el interno que realizó una operación a corazón abierto sin ayuda en un ascensor atascado tras un corte de luz, salvando así la vida del paciente. Interesada claramente en conocerle mejor, Callie le dio su número de teléfono a George. Sin embargo, él no reunía el valor suficiente para llamarla y Callie dejó de hacerle caso.
Cuando por fin George la llamó, él descubrió que ella vivía en el sótano del hospital. Le pidió que le cortara el pelo y al final acabaron besándose.
Sin embargo, a la mejor amiga de George, Izzie, Callie no le caía muy bien, pues pensaba que ella era muy rara, lo que se confirmó cuando una mañana, Callie estaba en casa de Meredith, Izzie y George, y soñolienta utilizó el cuarto de baño mientras que Izzie y Meredith estaban adentro.
Poco después, Callie le dijo a George que lo amaba y era la primera vez que le decía eso a un hombre. Callie se enfadó porque George no le contestó lo mismo, pero después le perdonó porque él se lo explicó y le dijo que sólo se lo diría cuando lo sintiera de verdad, y no porque ella se lo hubiera dicho.

### Tercera temporada
George descubre que Callie ha estado viviendo en el sótano del hospital. Ella se defiende explicándole que es conveniente para el trabajo. El jefe descubre que Callie vive en el sótano y le pide que se vaya de ahí. Temporalmente se va con George, y es rechazada socialmente por Izzie y Meredith. Poco después, George está un poco incómodo con lo rápido que va su relación con Callie. Callie termina mudándose al hotel Archfield. A Izzie Stevens, la mejor amiga de George no le agrada Callie, ella se enoja y siente que George antepone a Izzie
y Meredith antes que ella, a consecuencia la pareja rompe en el inicio de la temporada tres.
Después de terminar su relación con George, Callie va al bar de Joe, donde conoce al cirujano plástico Mark Sloan. Tienen un desliz, y después de eso se convierten en grandes amigos.
George se entera del desliz con Sloan, y se da cuenta de que está celoso. Pero George está distraído por la salud de su padre. Después de la muerte de su padre y todo el soporte emocional de Callie, ambos optan por casarse en Las Vegas. Izzie es la única descontenta con el matrimonio, Callie está emocionada porque George la escoge a ella antes que la amistad que lleva con Izzie. Cuando Callie le confiesa a George que es millonaria, George se siente traicionado, combinado con eso, Callie sospecha que los sentimientos de Izzie hacia George son más que platónicos. 
George la engaña con Izzie.
Callie y George se reconcilian, pero ella no puede olvidar su infidelidad, ella le anuncia a George que quiere tener un hijo con él. Terminan separándose cuando Callie se va a vivir a un hotel. Después, se muda con la Dra. Cristina Yang. En el episodio "Didn't We Almost Have It All?" Callie es nombrada nueva jefa de residentes ganándole el puesto a Miranda Bailey y Sydney Heron.

### Quinta temporada
Tras una amistad intensa durante la cuarta temporada que termina en un intercambio de besos, Callie inicia una relación amorosa con la cirujana Erica Hahn, la doctora que ocupa el puesto dejado por Preston Burke. Sin embargo, a mitad de la quinta temporada, Erica decide irse del Seattle Grace cuando se entera de que el jefe del hospital mantiene a Izzie Stevens trabajando a pesar de ella haber "robado" un corazón para ser trasplantado a su novio. La ruptura con Callie es peor aún, cuando ella defiende a Izzie por lo que hizo. 
Es en esta temporada, cuando Callie le dice a su padre que está saliendo con alguien y le presenta a Arizona, él decide quitarle todo respaldo económico, ya que no puede aceptar la bisexualidad de su hija y eso le genera una serie de problemas.

### Sexta temporada
Callie renuncia al Seattle Grace Hospital ya que el jefe no la convierte en médica de guardia, pero justo antes de salir, el jefe le dice que vaya a Recursos Humanos a pedir una placa de médica de guardia. 
Ante el regreso de su padre, con el fin de convencerla de cambiar su orientación sexual, Arizona habla con el Sr. Torres, explicándole que Callie es "tal cual como él la crió" y le dice que ama a su hija.
Cuando comienzan las discusiones entre Callie y Arizona sobre si tener bebés o no, se separan, pero vuelven a final de la temporada.

### Séptima Temporada
Al principio su relación con Arizona va bien, pero luego Arizona gana un premio y debe elegir entre ir a África con ella o quedarse, decide irse, pero en el aeropuerto, Arizona le hace confesar que no quiere ir a África y aunque Callie le diga que no quiere ir pero si quiere estar con ella, Arizona termina la relación y se va diciendo «Quédate aquí y sé feliz, y yo me iré y seré feliz».
Pocos meses después Arizona regresa, pero se entera de que Callie está embarazada y ella le pregunta a Arizona si siguen juntas o no, Arizona responde que sí.
Más tarde, después del Babyshower, ambas se van de viaje, y cuando Arizona le pide que se case con ella tienen un accidente automovilístico, en el que ella sale casi ilesa, mientras que Callie sale de él con muchos problemas, lo que hace que su hija, Sofía, nazca antes de la fecha de parto, pero afortunadamente nace sin problemas. Cuando Callie despierta del accidente le dice a Arizona que se casará con ella, pocos capítulos después ellas se casan, revelando que la madre de Callie es homofóbica, y que no acepta el matrimonio lésbico, ni a un bebé fuera de él.

### Octava temporada
En esta temporada vemos a Callie, Arizona y Mark en sus facetas de padres y todo marcha bien con Sofía. Pero el inconveniente es que, desde que Mark terminó con Callie, ella y Arizona no han tenido mucha "actividad de esposas" así que le exige a Mark que busque con quién tener sexo.
Callie se convierte en la mentora de Meredith Grey para su examen, y también descubre algo que nunca había pensado, las exnovias de Arizona. Para el final de la temporada conoce a un amigo de Arizona a quien debía operar, pero resultó tener cáncer.
Cuando Arizona toma el vuelo, Callie pretende sorprenderla a su regreso y es la última imagen de Callie.

#### Novena temporada
En esta nueva fase, la vida de Callie como la de su esposa Arizona se ve terriblemente afectada después del accidente de avión y la posterior amputación de la pierna de Arizona, por lo que ésta la culpa y durante los primeros episodios recientes de ese hecho en particular, Callie se ve ofuscada por el hecho de llevar cinco meses sin relaciones sexuales con su esposa, lo que hace que Arizona despierte y ésta le pide que no la abandone a pesar de todo. En el capítulo dieciocho, Arizona por fin da el siguiente paso y deja que Callie la ayude con el problema de su pierna, lo que le da la confianza suficiente para volver a tener sexo con Callie.  
Después de una aparente reconciliación, una mujer llamada Lauren aparece en el hospital, a quien no le importa coquetear con Arizona, aún sabiendo que está casada y de lo cual Callie no se entera. En el episodio final se puede apreciar a Arizona siéndole infiel a Callie. Arizona está tratando de encontrarla por todo el hospital.
Al final, Callie descubre todo al ver el anillo de matrimonio de Arizona en la blusa de Lauren, luego le reclama lo sucedido, pero Arizona no sabe cómo responder, y cuando Callie hace alusión a todo lo sucedido en el avión, Arizona le dice que ella no estuvo presente, y le grita que solo quiere los créditos y las heridas de guerras, también le dice que se corte la pierna al igual que ella y que no ha tenido que perder nada. Callie le responde diciendo que aparentemente la perdió a ella. 

#### Décima temporada
Callie sufre una demanda por negligencia médica, Arizona le muestra todo su apoyo y cuando el juicio termina, Arizona vuelve a casa, discuten a menudo pero, al final, Callie besa a Arizona y se plantean tener otro hijo. Al final se echan a cara o cruz para decidir quién quedaría embarazada, pero cuando Callie lanza la moneda; Arizona le dice que no está preparada para embarazarse, así que Callie acepta embarazarse para tener otro bebé. Después, deciden optar por una madre sustituta.

#### Undécima temporada
Después de ir a terapia de pareja y tomar un descanso de 30 días sugerido por la terapeuta, Callie decide terminar la relación y se divorcian. Callie decide conocer y salir con diferentes personas.

#### Duodécima temporada
En la temporada 12, Callie comienza a salir con Penny Blake, que fue una de las doctoras que atendió a Derek el día de su muerte. Penny ganó una beca para ir a Nueva York, Callie se iba a mudar con ella, llevándose a Sofía con ella por lo que Arizona inicia un juicio por la custodia de Sofía. Después de que Callie pierde el juicio por la custodia de su hija Sofía, Arizona decide compartir la custodia y finalmente Callie se muda a Nueva York. 
- Datos: Q2397174